# Lycianthes geminiflora
Lycianthes geminiflora är en potatisväxtart som beskrevs av Friedrich August Georg Bitter. Lycianthes geminiflora ingår i Himmelsögonsläktet som ingår i familjen potatisväxter. Inga underarter finns listade i Catalogue of Life.